# Nikołaj Jakowlew
Nikołaj Dmitrijewicz Jakowlew (ros. Николай Дмитриевич Яковлев; ur. 19?/31 grudnia 1898 w m. Stara Russa, zm. 9 maja 1972 w Moskwie) – radziecki marszałek artylerii.

## Życiorys
Do Armii Czerwonej wstąpił w 1918. Uczestniczył w I wojnie światowej i wojnie domowej w Rosji. Po ukończeniu w 1920 kursów artyleryjskich, dowodził baterią, następnie dywizjonem artylerii, a po ukończeniu w 1924 dokształcających akademickich kursów dowódczych – pułkiem artylerii. Był szefem artylerii rejonu umocnionego.
Brał udział w zajęciu zachodniej Ukrainy w 1939 i w wojnie radziecko-fińskiej na Przesmyku Karelskim 1939–1940.
W latach 1937–1941 był dowódcą artylerii różnych okręgów wojskowych. W 1941–1946 stał na czele Głównego Zarządu Artylerii (GAU) i był członkiem Wojskowej Rady Artylerii Armii Czerwonej. Od 1944 był marszałkiem artylerii.
31 grudnia 1951 Rada Ministrów ZSRR przyjęła uchwałę „O wadach 57-mm artyleryjskich dział przeciwlotniczych C-60”, w efekcie której Jakowlew został zwolniony ze stanowiska, a w lutym 1952 aresztowany pod zarzutem sabotażu i pozbawiony tytułu marszałka.
Po wojnie zajmował wysokie stanowiska dowódcze w pionie wykorzystania artylerii. Po śmierci Stalina decyzję o uwolnieniu Jakowlewa i przywróceniu mu stopnia podjął Ławrientij Beria. Od 1953 był I zastępcą, a w latach 1955–1960 głównodowodzącym Wojskami Obrony Powietrznej. Był wiceministrem Sił Zbrojnych ZSRR.
Od 1960 wchodził w skład Grupy Inspektorów Generalnych Ministerstwa Obrony ZSRR. Zmarł w 1972 roku w Moskwie i został pochowany na tamtejszym Cmentarzu Nowodziewiczym.

## Awanse
- generał porucznik artylerii 04 czerwca 1940;
- generał pułkownik artylerii 22 lutego 1941;
- marszałek artylerii 21 lutego 1944.

## Ordery i odznaczenia
- Order Lenina – sześciokrotnie
- Order Czerwonego Sztandaru – dwukrotnie
- Order Suworowa I stopnia – dwukrotnie
- Order Kutuzowa I stopnia
- Order Czerwonego Sztandaru Pracy